# Betegszabadság
A betegszabadság a munkaviszony keretében a munkáltató által a munkavállalónak biztosított fizetett szabadság a munkavállaló betegség miatt bekövetkező keresőképtelensége idejére.
A betegszabadság intézménye 1992 óta ismert a magyar jogban.
A betegszabadság hatályos magyar szabályozását a munka törvénykönyvéről szóló 2012. évi I. törvény tartalmazza.

## Jogosultság
Betegszabadságra az a munkavállaló jogosult, aki betegség miatt keresőképtelen, azonban csak a keresőképtelenségének első 15 munkanapjára - naptári évenként számolva a 15 munkanapot. A 15 nap letelte után a munkavállaló betegszabadság helyett táppénz igénylésére lehet jogosult.

## Összege
A betegszabadság időtartamára a munkavállalónak a távolléti díj 70%-a jár.
A távolléti díj fogalmát a Munka Törvénykönyvének módosítása óta használjuk a korábbi átlagkeresetre.
Ezt az összeget korábban átlagkeresetként definiálták.